# Athlone Town Stadium
Athlone Town Stadium – stadion piłkarski w Athlone, w Irlandii. Został otwarty w 2007 roku. Może pomieścić 5000 widzów. Swoje spotkania rozgrywają na nim piłkarze klubu Athlone Town FC, którzy przed otwarciem obiektu występowali na St. Mel's Park.